# Monte Français Pelouxe
Il monte Français Pelouxe (2.772 m s.l.m.) è una montagna delle Alpi del Monginevro nelle Alpi Cozie. Si trova lungo lo spartiacque tra la val di Susa e la val Chisone subito ad est del colle delle Finestre.

Il monte ricade all'interno del parco naturale Orsiera - Rocciavrè.

## Ascensione alla vetta

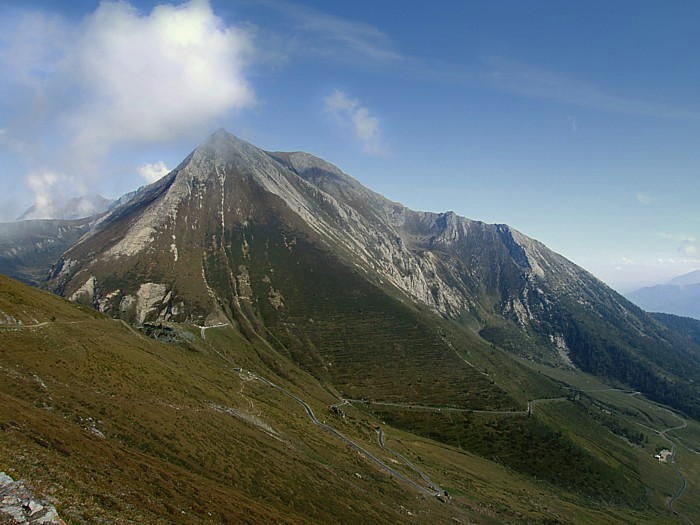
Il versante occidentale; in primo piano il colle delle Finestre

Si può salire sulla montagna partendo dal colle delle Finestre (2.176 m) ed affrontando senza sentiero il ripidissimo pendio est, inizialmente erboso e che diventa detritico nel tratto finale. Raggiunta l'anticima (circa 2.720 m), occorre scendere un salto di alcuni metri e percorrere una delicata ed esposta cresta rocciosa per raggiungere la vetta vera e propria (2.772 m), su cui si trova una croce metallica con l'immagine stilizzata del Cristo.

La cima è una nota e frequentata meta sci-alpinistica  ed è raggiungibile anche con le ciaspole.